# Kalamás (Réthymnon)
Kalamás, en grec moderne : Καλαμάς, est un village du dème de Mylopótamos, en Crète, en Grèce. Selon le recensement de 2011, la population de Kalamás compte 8 habitants. Il est situé à 33 km de Réthymnon.